# 四民

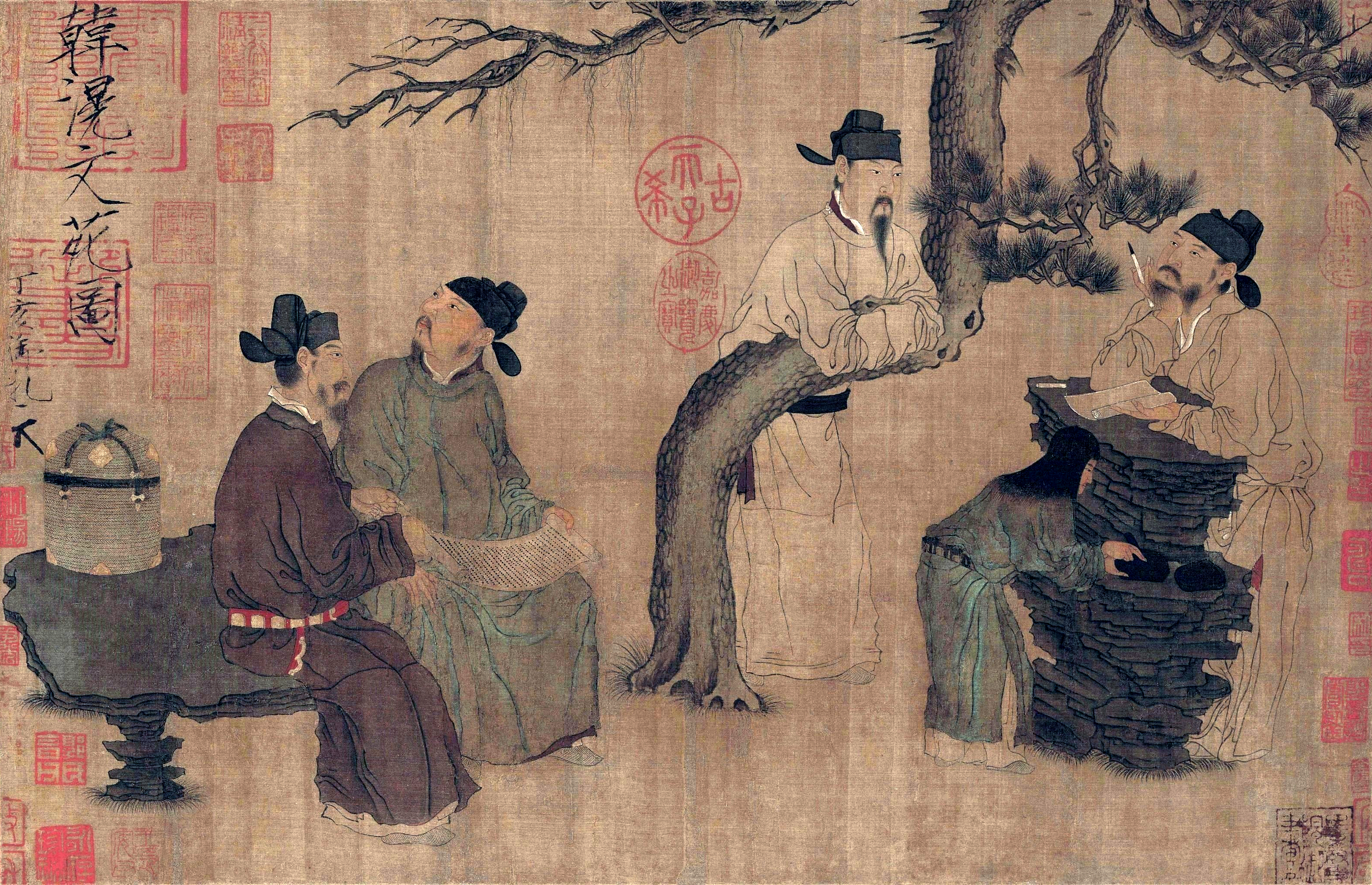
五代周文矩《文苑图》卷，藏北京故宫博物院，体现了唐五代的士阶层

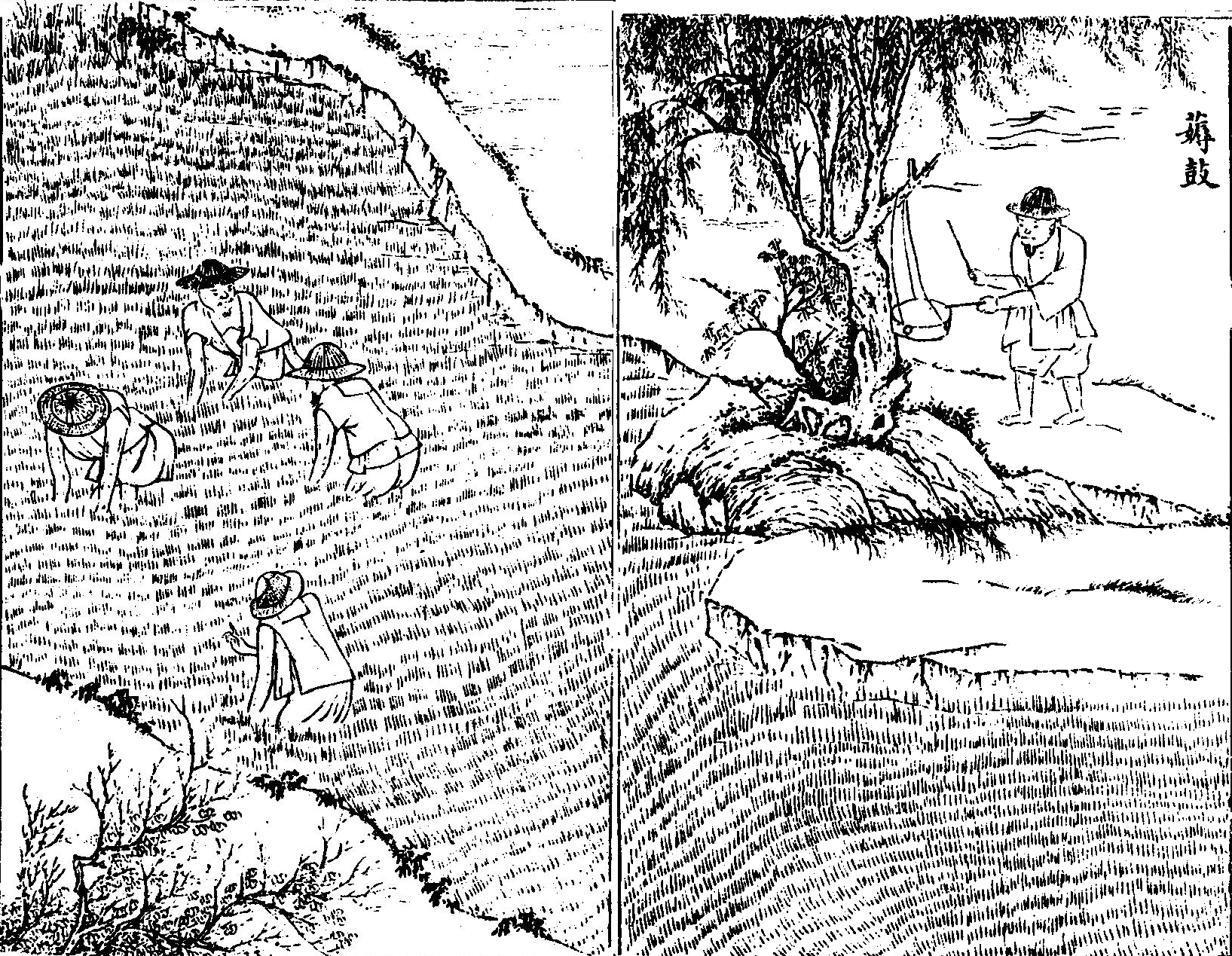
元王禎《農書》中之“薅鼓”，体现了当时的农阶层

四民是古代中國對平民職業的基本分工，指士（學者）、農、工、商，但其次序歷代有所不同。
《春秋穀梁傳·成公元年》按「士商農工」劃分：「古者有四民：有士民，有商民，有農民，有工民。夫甲，非人之所能為也。丘作甲，非正也。」但有論者認為這個次序並無隱含社會高低之義。《荀子·王制篇》亦有「農士工商」的排列。
明末清初學者顧炎武《日知錄》曾說：「士農工商謂之四民，其說始於管子。」指春秋時期齊國宰相管仲最先將訂下「士農工商」的次序，一直沿用至今。《管子》曰：「士農工商四民者，國之石，民也。」
在部分地域裡除卻四民設定，還額外有其他戶籍或民籍區別特定族羣和職業身份，如雍正皇帝1729年《恩卹廣東疍戶》令內提及：「粵東地方，四民之外，另有一種，名曰疍戶，即瑤蠻之類。」

## 其他東亞國家

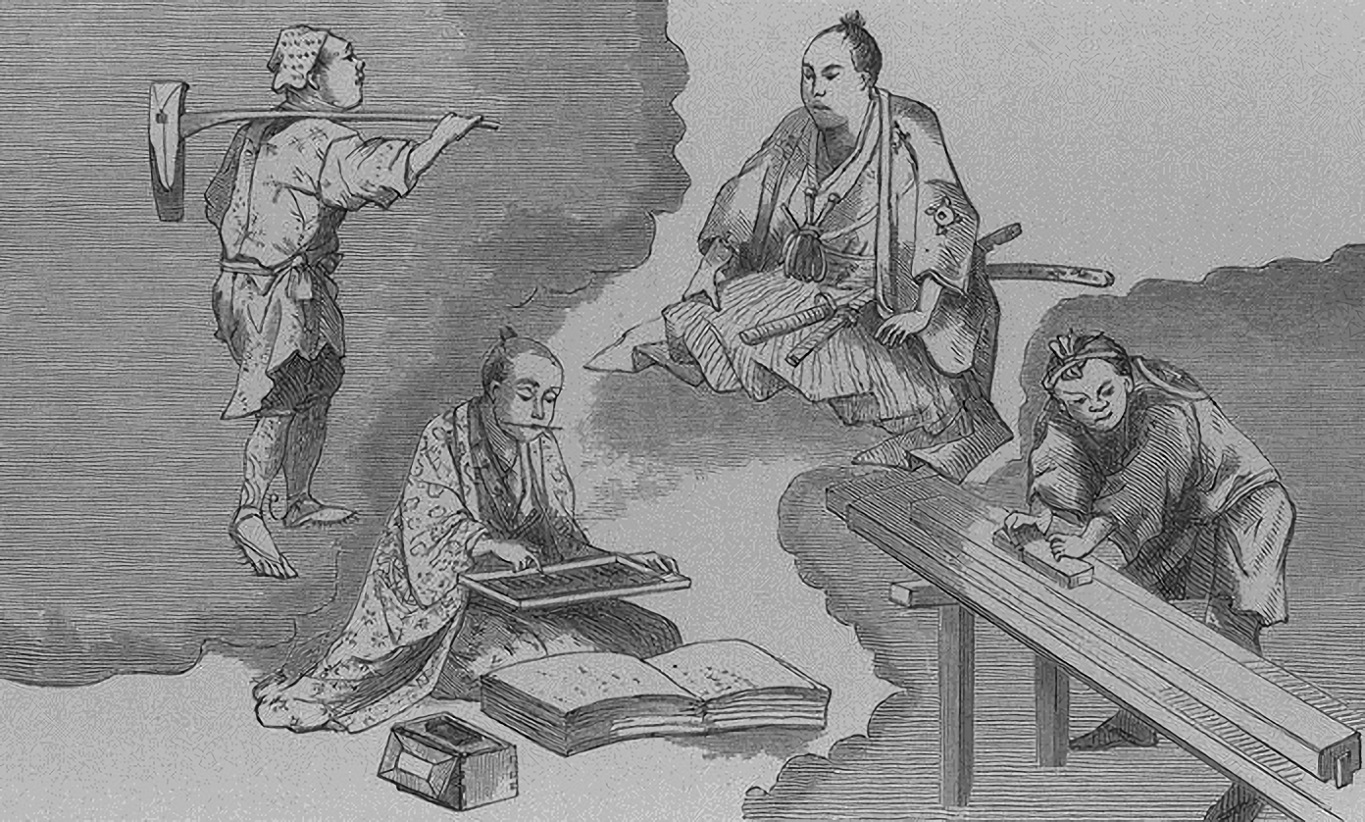
江户日本的士农工商

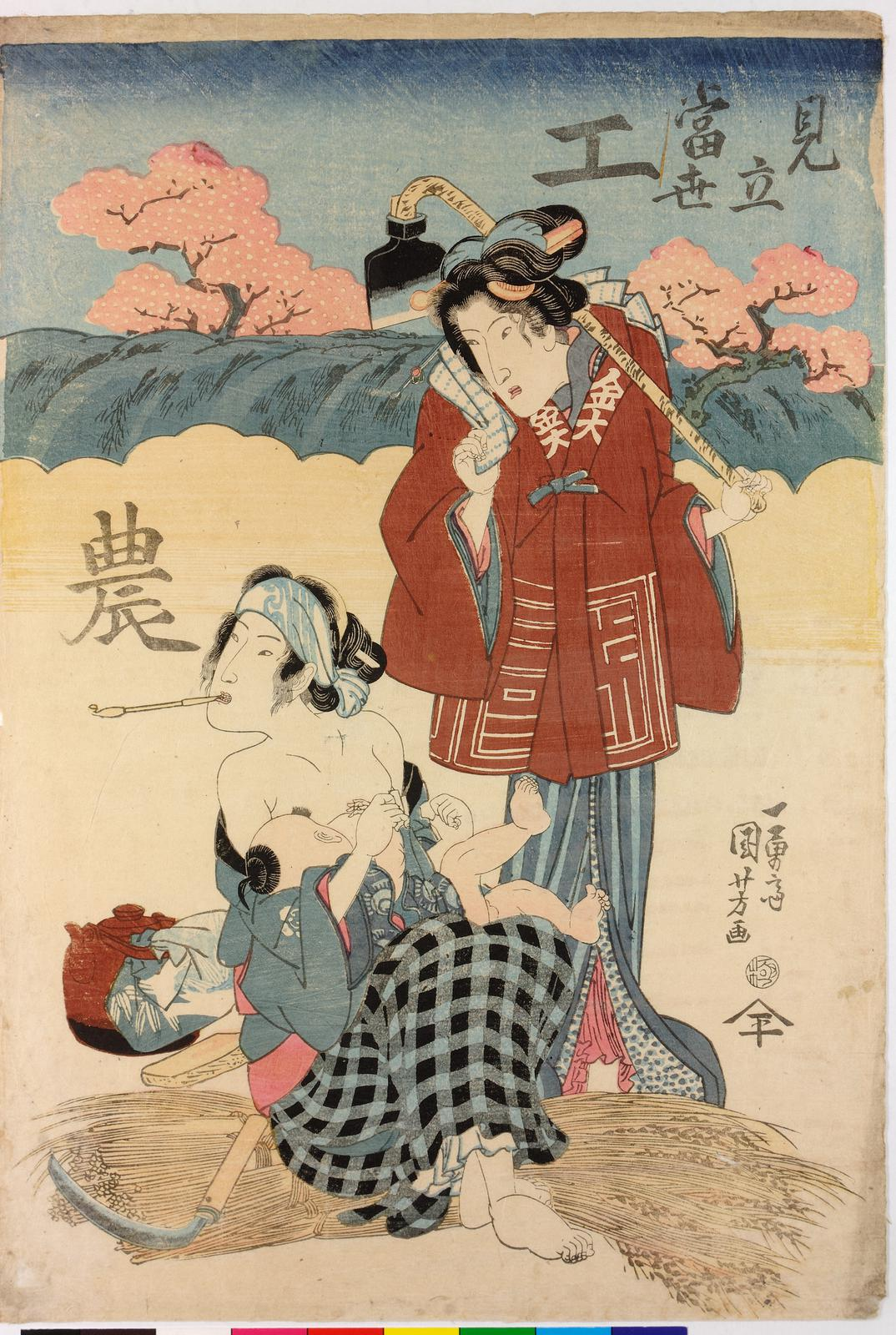
見立当世士農工商，歌川国芳绘

受儒家文化影響，越南、朝鮮、日本、琉球等漢字文化圈國家，皆在不同程度上沿襲了中國的「士農工商」四民的劃分。
在日本封建制度中在「士農工商」的劃分之外，另加入「賤民」類別，「士」則指武士。「士農工商」引入日本時，在鎌倉時代其字義仍與中國類同，日本南北朝時代展開四民論，天皇認人皆四民。室町時代始有改變，士農工商除了職業別之外，還有身份階級之分。
在朝鮮王朝時期，朝鮮朝廷使用良賤制度，將全國除了王族之外的人分為良民和賤民兩種。其中，良民按身份高低分為兩班、中人、常民、白丁四等，各等級之間嚴禁通婚。